# Spydmælde
Spyd-Mælde (Atriplex prostrata) eller Spydbladet mælde er en 15-70 cm høj urt, der i Danmark vokser ved beskyttede kyster.